# Пожертва

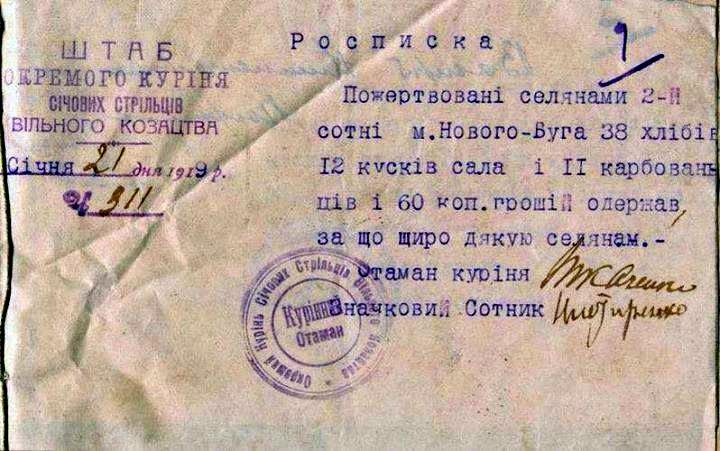
Довідка 1919 року пожертви українських селян для Січових Стрільців Вільного Козацтва

Поже́ртва — дарування нерухомих або рухомих речей для досягнення певної, наперед обумовленої мети.
Це діяльність, завдяки якій громадські та приватні ресурси добровільно спрямовуються їхніми власниками для допомоги окремим соціально незахищеним групам людей, розв'язання суспільних проблем, а також поліпшення умов громадського життя. Така підтримка надається не тільки біднякам, які живуть у злиднях, а й тим людям (громадським активістам, фахівцям, представникам творчих професій, учням і студентам) та некомерційним і неполітичним організаціям, котрі відчувають нестачу в коштах чи інших ресурсів або майна для вирішення індивідуальних, професійних, культурних та суспільних потреб, завдань та діяльності.

## Юридичне означення
Значною помилкою при наданні пожертви є рекомендація застосування взірця для договору пожертви форми договору дарування. Замість Дарувальника виступає Пожертвувач, а замість обдарованого є набувач (приймач) пожертви чи користувач. Саме призначення пожертви та її соціально значуща функція робить відмінним застосування довготривалого використання пожертви суб'єктами призначення пожертви через розпорядника ефективного застосування пожертви через довірену особу — керівника підрозділу організації чи фахівця підрозділу, а чи окрему фізичну особу, наприклад, опікуна чи особу, що забезпечить нагляд та ефективне застосування пожертви. Колективне використання пожертви набувається, наприклад, викладачами та/або студентами навчального закладу чи за адресного надання пожертви для окремої лабораторії, кафедри чи факультету. У цьому випадку вища адміністрація закладу не має впливу на зміни (зменшення) бюджетного забезпечення підрозділу чи на зміну призначення пожертви і не потребує централізованого по закладу документообороту. Керівник підрозділу то приймає на свій розсуд, коли пожертва пов'язана з профілем діяльності закладу.
Пожертва використовується за призначенням і знаходиться в користуванні на умовах відповідального зберігання. У випадках втрати чи невідновлюваного пошкодження, пожертвувача сповіщають про зміну стану пожертви. Утилізація чи відчуження на користь суб'єктів пожертви, чи руху за місцем призначення у випадку переїзду користувача пожертви (зміна адреси), пожертвувача сповіщають про зміну адреси. Представником колективного користувача пожертви може виступати як підрозділ закладу, чи творчий колектив, так і конкретна фізична особа. Наприклад, викладач чи вчитель за особливості роботи чи фахової підготовки талановитих учнів отримує пожертву (інструменти, обладнання чи ресурс) для використання об'єктів пожертви як приз, премію, чи забезпечення практичного навчання за своїми професійними уподобаннями, чи в результаті конкурсу чи змагання. Ресурси разового вжитку чи передані на умовах призового фонду, списуються пожертвувачем за актом кінцевого призначення (протокол вручення призів, передача в одноособове користування, чи інше. Пожертва ніяким чином не зараховується до основних фондів приймача пожертви.